# Österreichisch-Schlesien

Gliederung des nach dem zweiten Schlesischen Krieg bei Österreich verbliebenen Teils Schlesiens (Karte von 1746)
Fürstentum Neisse
Herzogtum Jägerndorf
Herzogtum Troppau
Herzogtum Freudenthal
Herzogtum Teschen
Herzogtum Bielitz

Verwaltungsgliederung Österreichisch-Schlesiens 1900

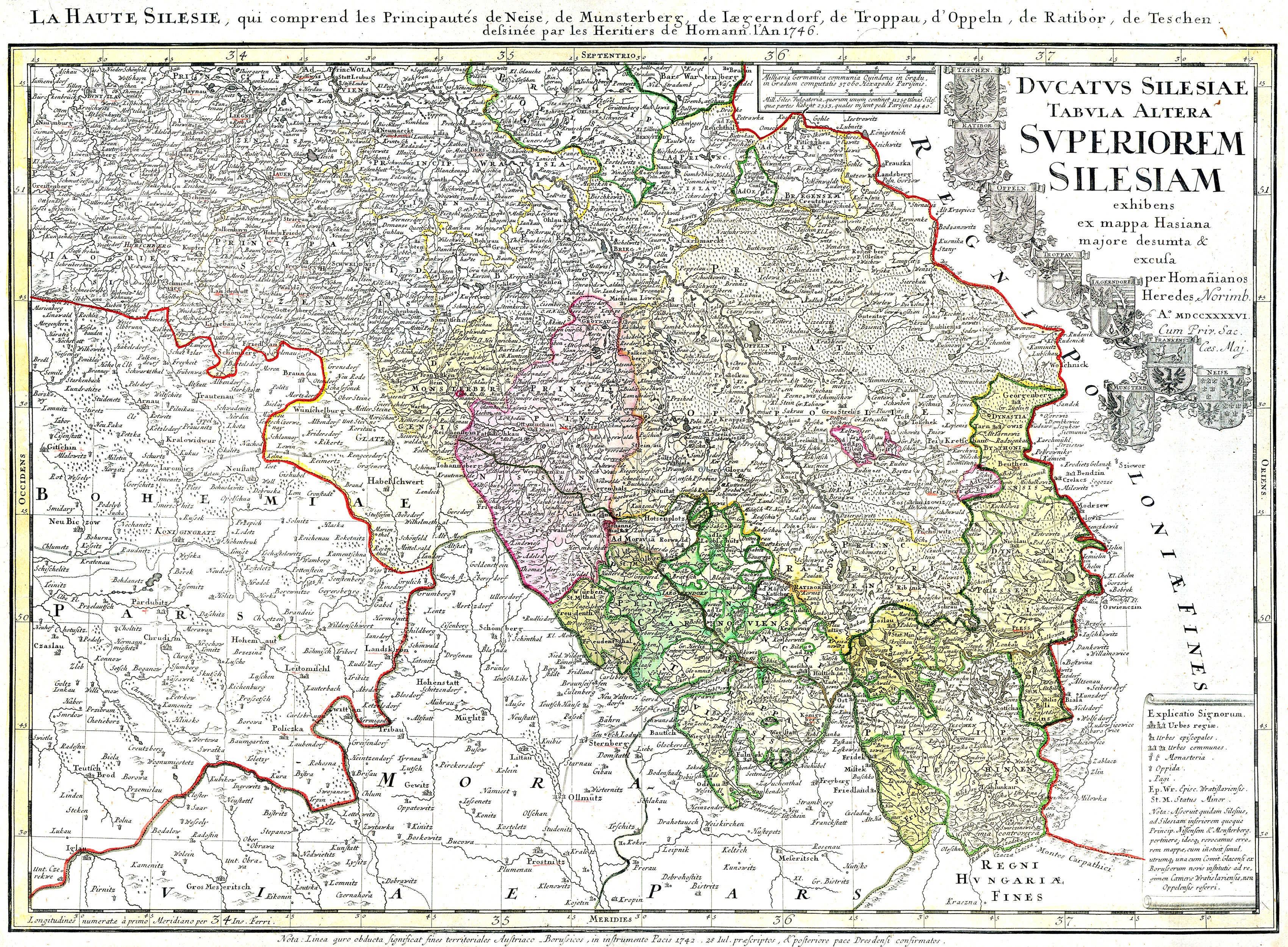
Oberschlesien im Jahr 1746

Verwaltungsgliederung (1910)

Österreichisch-Schlesien bzw. Tschechisch-Schlesien (ocker) innerhalb der heutigen politischen Einteilung der Tschechischen Republik (Mähren blau, Böhmen grün)

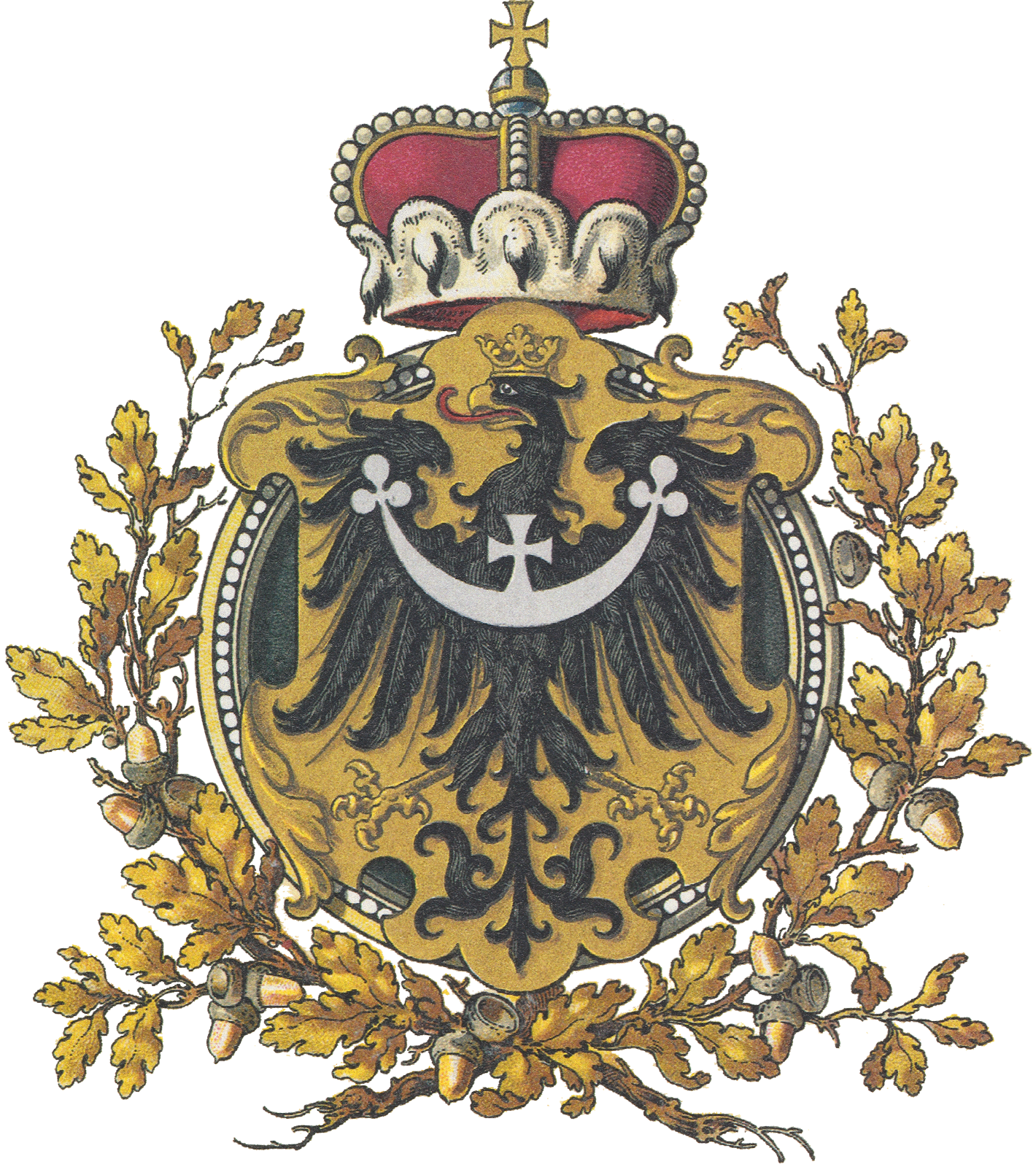
Herzogtum Ober- und Niederschlesien: im eichenlaubumrankten Schild der gekrönte Schlesische Adler, darüber der Herzogshut
(Ströhl, 1890)

Österreichisch-Schlesien (offizielle Bezeichnung Herzogtum Ober- und Niederschlesien, in der Habsburgermonarchie übliche Schreibweise Österreichisch Schlesien) war ein inkorporierter Teil der Länder der Böhmischen Krone und damit der Habsburgermonarchie. Es umfasst die Landesteile, die nach der Teilung Schlesiens bei der Krone Böhmen bzw. bei Österreich verbleiben konnten, während der Großteil infolge des Ersten Schlesischen Kriegs 1742 gegen die Landesherrin, die böhmische Königin Maria Theresia, an Preußen fiel. Von 1850 bis 1918 war es Kronland des Kaisertums Österreich bzw. nach dem Österreichisch-Ungarischen Ausgleich von 1867 der österreichischen Reichshälfte von Österreich-Ungarn. 1918 wurde Österreichisch-Schlesien großteils Bestandteil der neu gegründeten Tschechoslowakei. Ein kleinerer Teil wurde Polen zugesprochen.

## Geografie
Die Landschaft ist geprägt von den Höhenzügen Gesenke (Altvater, 1490 m) und Beskiden (Lysá hora, Kahlberg, 1320 m) geprägt. Die Oder und ihr Nebenfluss Oppa sind die wichtigsten Flüsse. Das Gebiet des ehemaligen Österreichisch-Schlesien liegt heute zum größten Teil im Nordosten der Tschechischen Republik, lediglich der östlichste Teil zwischen den Städten Teschen (an der Olsa) und Bielitz gehört heute zur polnischen Woiwodschaft Schlesien.
Es gliederte sich in einen westlichen und einen östlichen (Teschener Schlesien) Teil, getrennt durch den nördlichen Bereich der mährischen Bezirkshauptmannschaft Místek. Nördlicher und westlicher Nachbar war die preußische Provinz Schlesien, der östliche Landesteil grenzte an Galizien und Ungarn. Die Flächengröße betrug 5.147 km². Verwaltungszentrum von Österreichisch-Schlesien war die Stadt Troppau.

## Geschichte

### Mittelalter
Die zahlreichen deutschen Ortsnamen in Österreichisch-Schlesien zeugen davon, dass die meisten Städte und Dörfer von deutschen Siedlern gegründet wurden. Dieser Prozess begann mit dem Piastenherzog Heinrich I., der zu Beginn des 13. Jahrhunderts Bergleute, Handwerker, Bauern und Händler aus fränkischen, thüringischen und obersächsischen Gebieten anwarb. Den Städten wurde zumeist das Magdeburger Stadtrecht verliehen.
Bis zur zweiten Hälfte des 13. Jahrhunderts bildete das Gebiet um Troppau die Nordprovinz der Markgrafschaft Mähren. Danach entstanden unter König Ottokar II. und seinen Nachkommen die böhmischen Herzogtümer Troppau, Jägerndorf und Leobschütz, die ab 1320 zu den oberschlesischen Herzogtümern gezählt wurden.

### Neuzeit
Ab 1526 übernahmen die Habsburger in ihrer Eigenschaft als Könige von Böhmen die Herrschaft über die Herzogtümer in Schlesien. Die jüdische Bevölkerung blieb gering; nur 119 Familien erlaubten 1726 die Familiantengesetze. Trotzdem ordnete 1738 Karl VI. die Ausweisung aller Juden aus Schlesien an, was aber nur vereinzelt durchgeführt wurde.
Nach dem Sieg Preußens über Österreich im Ersten Schlesischen Krieg 1742 wurde der größte Teil Schlesiens durch den Vorfrieden von Breslau preußisch, nur das Herzogtum Teschen und die südlichen Teile der Herzogtümer Jägerndorf und Troppau sowie der südliche Teil des Fürstentums Neisse blieben bei Böhmen und wurden zum Herzogtum Schlesien erhoben; alle wichtigen Entscheidungen fielen am kaiserlichen Hof in Wien.
1783 wurde Österreichisch-Schlesien mit dem Teschner Kreis und dem Troppauer Kreis dem Mährisch-Schlesischen Landesgubernium in Brünn angegliedert.

### Kronland Schlesien

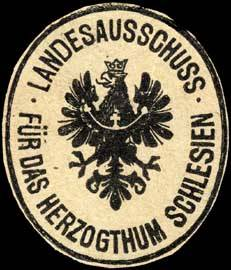
Landesausschuss für Schlesien – Siegelmarke

In der Folge der Märzrevolution 1848 wurde mit dem Schlesischen Konvent ein Parlament geschaffen. Mit der Reichsverfassung des Kaisertums Österreich von 1849 erhielt das Herzogtum den Status eines Kronlandes. Der Spielraum für eigenständige Entscheidungen blieb aber gering, da anfänglichem Föderalismus bald zentralistische Bestrebungen der k. k. Regierungen in Wien folgten: Industrielle und überregional tätige Handels- und Gewerbetreibende verlangten vom Staat einheitliche Regeln für ein möglichst großes Gebiet.
Mit der Reichsverfassung von 1861 erhielt Österreichisch-Schlesien wie die anderen Kronländer eine Landesordnung, der zufolge der Schlesische Landtag (seine Gesetze wurden im Gesetz- und Verordnungs-Blatt für das Herzogthum Ober- und Nieder-Schlesien publiziert) und ein Landesausschuss als dessen Exekutivkomitee gebildet wurden. Der vom Kaiser aus der Mitte der Mitglieder ernannte Vorsitzende von Landtag und Landesausschuss wurde als Landeshauptmann bezeichnet. Diesen autonomen Landesorganen stand der Statthalter als Vertreter von Kaiser und Zentralregierung gegenüber. In Schlesien trug der Statthalter (wie in nur vier anderen Kronländern) den Titel Landespräsident, sein Amt wurde als Landesregierung bezeichnet. In der 1867 gebildeten Doppelmonarchie Österreich-Ungarn war Schlesien Teil Cisleithaniens, der österreichischen Reichshälfte. Es entsandte bzw. wählte später Abgeordnete zum Reichsrat in Wien.
Eine bedeutende Familie in der Region war das Adelsgeschlecht Widmann-Sedlnitzky, die einen erblichen Sitz im Herrenhaus, dem Oberhaus des österreichischen Reichsrates, innehatte.

### Teil der Tschechoslowakei bzw. Polens
Nach dem Zerfall der Habsburgermonarchie am Ende des Ersten Weltkrieges konnte deutsch besiedeltes Gebiet nicht an Deutschösterreich gelangen (und mit ihm, wie geplant, der deutschen Republik beitreten). Im Gesetz- und Verordnungsblatt des Herzogtums wurden vom 22. November bis zum 3. Dezember 1918 gefasste Beschlüsse der in Troppau tagenden Landesregierung für das Sudetenland veröffentlicht. Die definitive Einrichtung der Provinz Sudetenland, die die deutsch besiedelten Teile Österreichisch-Schlesiens einbezogen hätte, wurde von tschechoslowakischen Truppen zum Jahreswechsel 1918/19 durch Besetzung des Gebietes verhindert. Das Land wurde an die Tschechoslowakei angeschlossen; der östliche Landesteil um Bielitz kam zu Polen und bildete dort den Grundstock der Woiwodschaft Schlesien.
Der tschechoslowakische Teil blieb bis 1928 eine eigenständige Verwaltungseinheit (země Slezsko), dann wurde er mit Mähren zum Land Mähren-Schlesien (země Moravskoslezská) vereinigt.
Als Folge des Münchner Abkommens wurde das tschechische Gebiet Schlesiens überwiegend dem Deutschen Reich angegliedert und gehörte von 1939 bis 1945 zum Regierungsbezirk Troppau des Reichsgaus Sudetenland. Ein kleiner Streifen entlang der bisherigen polnischen Grenze kam als Olsa-Gebiet zu Polen und wurde in die Woiwodschaft Schlesien (s. o.) einbezogen, mit dieser 1939 vom Deutschen Reich annektiert, bis 1945 wieder die bis 1938 bestehende tschechisch-polnische Grenze wiederhergestellt wurde. Der nicht annektierte tschechische Teil im Raum von Schlesisch Ostrau und Friedeck gehörte ab 1939 zum
Protektorat Böhmen und Mähren. Ab Mai 1945 war das gesamte Gebiet wieder Teil der Tschechoslowakei, ab Sommer 1945 wurden die Deutschen vertrieben
(Vertreibung der Deutschen aus der Tschechoslowakei, Beneš-Dekrete).

## Bevölkerung
Nach der Volkszählung von 1910 zählte Österreichisch-Schlesien 756.949 Einwohner, von denen 43 % Deutsch, 31 % Polnisch und rund 24 % Tschechisch als Umgangssprache angaben. Der jüdische Bevölkerungsanteil stieg von 0,7 % im Jahr 1857 auf 1,5 % im Jahr 1880.
| Ethnie                        | 1851              | 1880              | 1890              | 1900              | 1910              |
| ----------------------------- | ----------------- | ----------------- | ----------------- | ----------------- | ----------------- |
| Tschechen, Mährer, Slowaken   | 88.068 (20,08 %)  | 126.385 (22,35 %) | 129.814 (21,43 %) | 146.265 (21,49 %) | 180.348 (23,83 %) |
| Polen                         | 138.243 (31,52 %) | 154.887 (27,39 %) | 178.114 (29,41 %) | 220.472 (32,40 %) | 235.224 (31,08 %) |
| Deutsche                      | 209.512 (47,77 %) | 269.338 (47,63 %) | 281.555 (46,49 %) | 296.571 (43,59 %) | 325.523 (43,00 %) |
| gesamt, einschließlich übrige | 438.569           | 565.475           | 605.649           | 680.422           | 756.949           |

Religionsverhältnisse 1900:

römisch-katholisch: 576.099 (84,67 %)

evangelisch A.B.: 91.264 (13,41 %)

israelitisch: 11.988 (1,76 %)

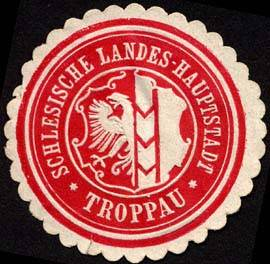
Schlesische Landes-Hauptstadt Troppau – Siegelmarke

Städte mit mehr als 5.000 Einwohnern (1880):
- Bielitz, 13.060 (heute PL)
- Friedek, 5.912 (heute CZ)
- Freudenthal, 7.595 (heute CZ)
- Jägerndorf, 11.792 (heute CZ),
- Teschen, heute Český Těšín (CZ) und Cieszyn (PL), 13.004
- Landeshauptstadt Troppau, 20.563 (heute CZ)

## Infrastruktur
Zu den wichtigsten Industriebereichen zählte der Bergbau (Steinkohle, Braunkohle, Eisenerz), die Verhüttung, Metallbearbeitung und Maschinenbau sowie die Textilindustrie. Daneben wurde Ackerbau und Viehzucht betrieben. Da der Warenexport sehr intensiv betrieben wurde, hatte das Land ein dichtes Verkehrsnetz. Die wichtigste Bahnlinie war die Kaiser-Ferdinands-Nordbahn Wien–Krakau, die an der Ostgrenze des westlichen Landesteils verlief und mit zahlreichen Nebenstrecken alle größeren Orte erschloss.